# Бриошь (вязание)
Бриошь — техника вязания на спицах.

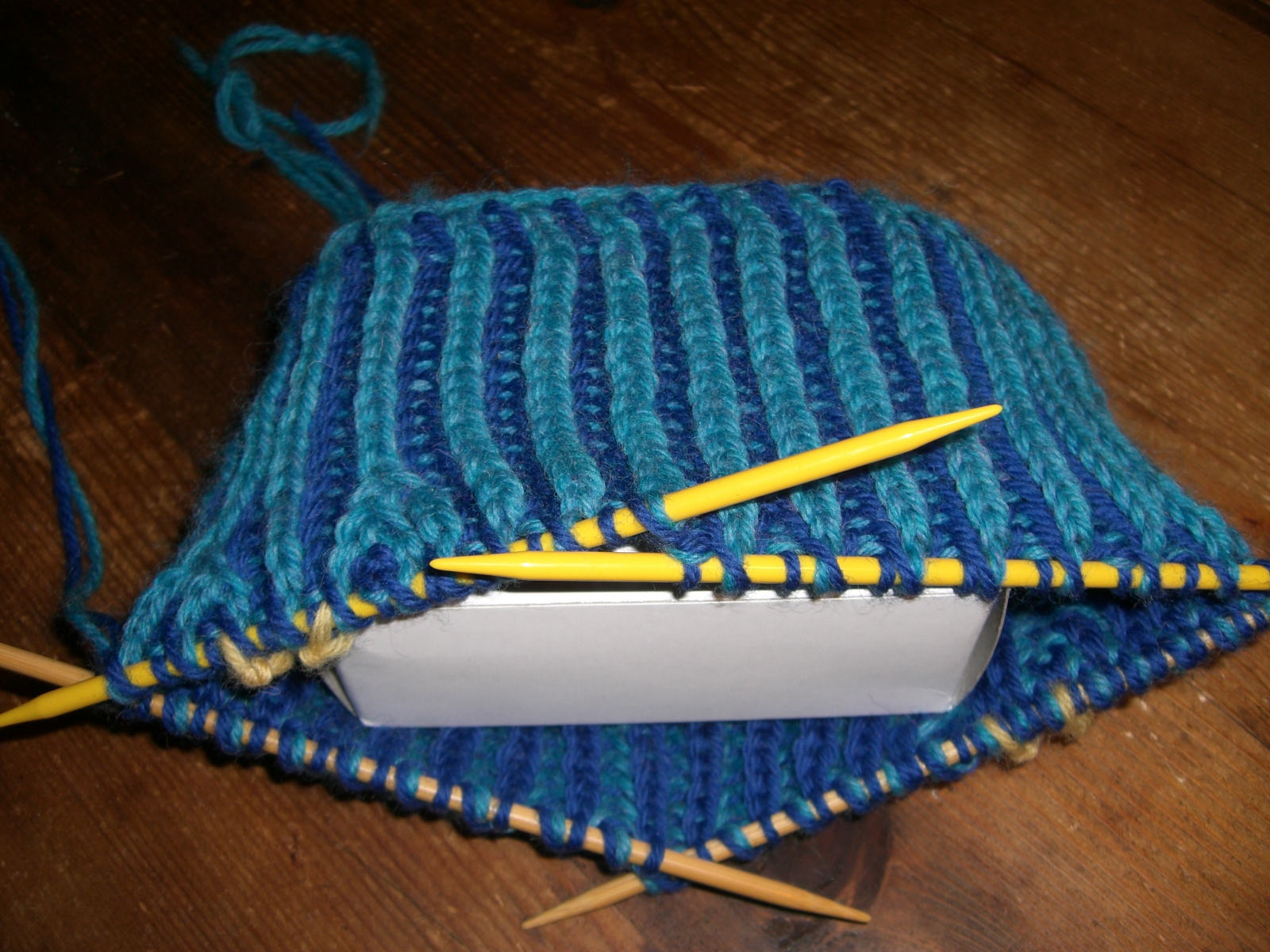
Двухцветная бриошь спицами

Узоры выполняются с подвернутыми петлями, то есть накидами, которые провязываются вместе со снятой петлей из предыдущего ряда. Такие петли также могут быть выполнены вывязыванием лицевых петель в нижнем ряду (эквивалентно снятой петле) и опусканием петель выше (эквивалентно накиду).
Подвернутые петли могут образовывать второй слой вязания перед первым слоем, напоминающий ряд арок или рыбьей чешуи (в перевёрнутом виде).
Термин brioche может происходить от французского сленгового слова, означающего «ошибка» либо отсылать к обеденной булочке из бриоши, состоящей из двух частей, уложенных одна на другую.
Техника бриошь включена в «Сокровищницу узоров для вязания» Барбары Уокер и в «Вязание без слёз» Элизабет Циммерманн. Нэнси Маршант представила вязальщицам несколько разновидностей бриошей в своей книге «Вязание бриошей», вдохновленной техникой, которое, по её мнению, было очень распространенным в Нидерландах.
Технику можно использовать для вязания любого предмета одежды или обихода, для которого можно использовать обычное вязание, но он будет двойной толщины. Нэнси Маршант стандартизировала терминологию для вязания бриошей, чтобы вязальщицы во всём мире могли делиться схемами и понимать аббревиатуры.